# 林宇滔
林宇滔 （葡萄牙語：Ron Lam U Tou，1981年6月2日—），澳門時事評論員，前澳門工會聯合總會成員暨聚賢同心協會副理事長，亦曾為立法議員關翠杏助理，現傳新澳門協會理事長、市政署市政諮詢委員會委員。第七屆澳門特別行政區立法會直選議員。

## 經歷
林宇滔1998年畢業於濠江中學，在大學修讀環境科學，畢業後在澳門政府推出俗稱為「文化班」的培訓課程任教，給失業的工人上課，後來他在一家藥廠化驗室做化驗工作，後來又到澳門日報當了數年記者。在他辭去澳門日報後，他受到時立法議員關翠杏的關注，到澳門工會聯合總會議員辦事處當議員助理，在同一時間，有數間電視台先後主動邀約他擔任嘉賓及主持，包括曾於澳門蓮花衛視Phone-in直播節目《澳門開講》節目之嘉賓主持。

### 創立社團
2017年2月5日下午，林宇滔與一些志同道合的人包括韋浩風、甄慶悅和何仲傳召開記者會，公開介紹正在籌組一個以關注民生、監督政府為目的的名為「傳新澳門協會」的新社團。身為召集人的林宇滔表示，社團成員注意到澳門的社會氣氛偏向以直觀及感觀去討論社會議題，缺乏數據分析、研究及務實的討論，成立協會的目的是建立一個平臺，以新思維、理性及客觀的方式，深入討論社會議題，以務實解決民生問題，同時亦將密切監督政府，不會「只會罵」或沉默，又承諾會全面關注各類社會問題。他亦表示，從過去的社會爭議中感受到，各方偏向各有各說，欠缺坦承溝通。希望協會以此方法尋求溝通協商，提出務實建議，找出社會問題的出路及方向，從而達至公平、自由、正義的社會。

### 2017年澳門立法會選舉
2017年，林宇滔以「傳新力量」第一候選人身份參選2017年澳門立法會選舉，首次競選直選議席，其政綱的主要重點是澳門人最為關注的置業、交通問題以及重整澳門海岸線。林宇滔在成立「傳新力量」前離開了澳門傳統大社團工會聯合總會中多年的工作。選舉結果中「傳新力量」取得7162票排行第十六，高票落選。

### 2021年澳門立法會選舉
2021年，林宇滔再度以「傳新力量」第一候選人身份參選2021年澳門立法會選舉，在選舉結果中「傳新力量」取得8,764票，首次成功躋身議會。

### 2025年澳門立法會選舉
林宇滔原定在2025年立法會選舉中競逐直選連任，但選舉管理委員會主席盛銳敏在7月15日裁定包括林在內的「傳新力量」全數6名候選人，以及「澳門創建民生力量」6名候選人失去參選資格，理由為他們不擁護《基本法》和不真誠效忠澳門特區，但未作進一步解釋。林宇滔當日回應道：「很突然，但我很坦然，也問心無愧，對澳門的初心也不會變，我更相信陽光總在風雨後」，稱抱歉不能繼續為市民服務，並衷心感謝一直陪他服務澳門的伙伴。

## 外部連結
- 林宇滔的Facebook專頁
- 林宇滔的Youtube頻道 （页面存档备份，存于）